# اور (گنج من)
اور (گنج من) (به انگلیسی: (Or (My Treasure)) فیلمی در ژانر درام به کارگردانی کارن یدایا است که در سال ۲۰۰۴ منتشر شد. از بازیگران آن می‌توان به رونیت القبص اشاره کرد. این فیلم برنده دوربین طلایی از جشنواره فیلم کن شده است.